# Pudasjärvi
Pudasjärvi [ˈpudɑsjærvi] ist eine Stadt im Norden Finnlands mit 7603 Einwohnern (Stand 31. Dezember 2022). Das administrative Stadtgebiet ist mit 5.867 km² sehr ausgedehnt und größtenteils dünn besiedelt. Hauptort und Verwaltungssitz der Stadt ist die Siedlung Kurenala, in der rund die Hälfte der Bevölkerung lebt. Der Name Pudasjärvi geht auf den gleichnamigen See zurück und bezeichnet einen See (finnisch järvi), der von einem Flussarm (pudas) durchflossen wird. Zu den Sehenswürdigkeiten Pudasjärvis gehören seine Natur und der 432 Meter hohe Iso-Syöte, der südlichste Fjell Finnlands.

## Geografie

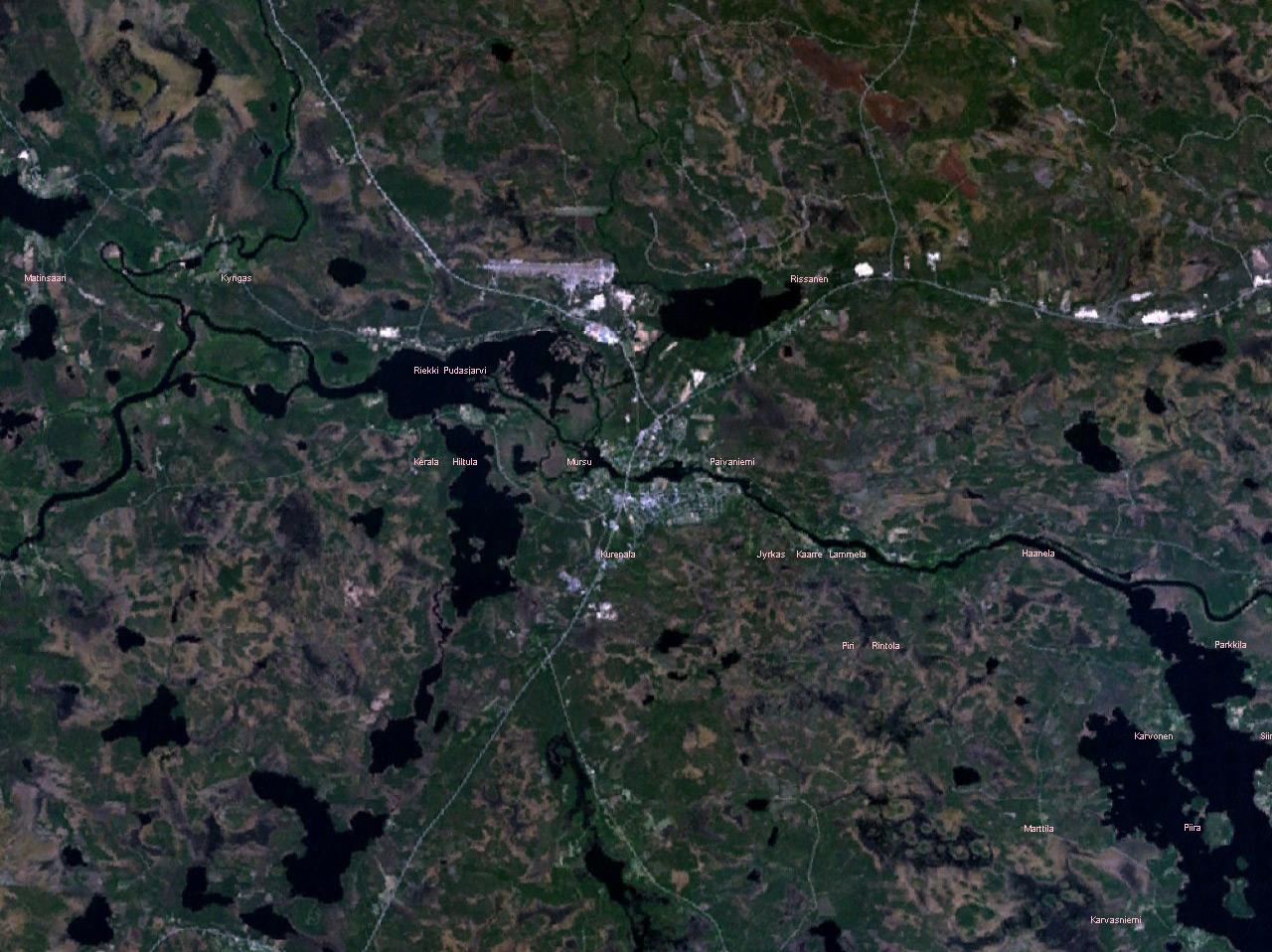
Satellitenbild vom Zentrum von Pudasjärvi

### Lage und Ausdehnung
Pudasjärvi liegt in der Landschaft Nordösterbotten am Mittellauf des Flusses Iijoki. Nördlich von Pudasjärvi beginnt die Landschaft Lappland, südöstlich die Landschaft Kainuu. Die nächste Großstadt ist  Oulu rund 80 km südwestlich. Das Zentrum von Pudasjärvi liegt etwa 130 km südlich des Polarkreises. Die Nachbargemeinden von Pudasjärvi sind Ranua und Posio im Norden, Taivalkoski im Osten, Suomussalmi, Puolanka und Utajärvi im Süden sowie Oulu und Ii im Westen. Zusammen mit fünf anderen Gemeinden im Umkreis von Oulu gehört Pudasjärvi zur Verwaltungsgemeinschaft Oulunkaari. Traditionell wird die Stadt jedoch mit Posio, Taivalkoski und Kuusamo zur Region Koillismaa gezählt.
Pudasjärvi bedeckt eine Fläche von 5687,3 km², wovon 229,1 km² Wasserflächen sind. Damit ist Pudasjärvi nach Rovaniemi die flächenmäßig zweitgrößte Stadt Finnlands und mehr als doppelt so groß wie Luxemburg. Das Gemeindegebiet ist sehr dünn besiedelt und besteht zu großen Teilen aus Wäldern und Sümpfen. Daher beträgt die Einwohnerdichte nur 1,6 Einwohner pro km². Die Bevölkerung verteilt sich auf 15 Dörfer (s. u.), von denen das Gemeindezentrum Kurenala mit 4554 Einwohnern (2004) das größte ist.

### Stadtgliederung
Das Stadtgebiet von Pudasjärvi ist auf 15 Dörfer aufgeteilt. Namensgebend für die Stadt ist das Kirchdorf Pudasjärvi am Ufer des gleichnamigen Sees, das früher dank des dortigen Pfarrhauses und der Gerichtsstube das Zentrum des Ortes war. Durch den Bau der Straße von Oulu nach Kuusamo verschob sich das Stadtzentrum aber nach Kurenala am Fluss Iijoki. Heute lebt in Kurenala etwa die Hälfte der Bevölkerung von Pudasjärvi. Die meisten Dörfer befinden sich an den Ufern der Flüsse und Seen im Stadtgebiet. Wegen der schrumpfenden Einwohnerzahl mussten in vielen Dörfern Schulen, Postämter, Geschäfte usw. geschlossen werden.
Die Dörfer von Pudasjärvi (Einwohnerzahl jeweils zum 31. Dezember 2004):
- Aittojärvi (154 Einwohner)
- Hetekylä (316 Einwohner)
- Hirvaskoski (493 Einwohner)
- Iinattijärvi (266 Einwohner)
- Jaurakkajärvi (150 Einwohner)
- Kipinä (359 Einwohner)
- Kokkokylä (175 Einwohner)
- Kurenala (4554 Einwohner)
- Pärjänsuo (480 Einwohner)
- Pintamo (127 Einwohner)
- Pudasjärvi (1132 Einwohner)
- Puhos (264 Einwohner)
- Sarakylä (500 Einwohner)
- Siurua (279 Einwohner)
- Syötekylä (272 Einwohner)

### Landschaft und Natur

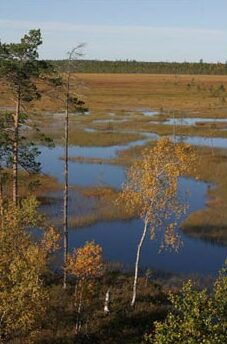
Im Sumpfgebiet Olvassuo

Im Gebiet von Pudasjärvi begegnen sich drei Landschaftsformen: Die bottnische Küstenebene, das ostfinnische Hügelland und die Fjell-Landschaft Lapplands. Der Südwesten von Pudasjärvi gehört zu den flachen Sumpfgebieten Nordösterbottens. Über die Hälfte des Stadtgebiets besteht aus Sümpfen, dadurch gehört Pudasjärvi zu den sumpfigsten Gegenden Finnlands. Größtenteils handelt es sich um offene, morastige Sumpfmoore mit vielen kleinen Tümpeln. In der Umgebung von Bächen wachsen Bruchwälder. Das größte Sumpfgebiet erstreckt sich im Süden des Stadtgebiets an der Grenze zu Utajärvi mit den Sümpfen Olvassuo, Oravisuo, Näätäsuo und Sammakkosuo.

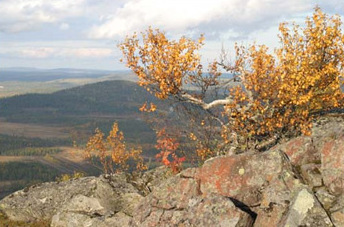
Auf dem Gipfel des Iso-Syöte

Der Ostteil von Pudasjärvi wird von Hügeln (finn. vaara) und Fjells (tunturi) beherrscht. Das glazial geprägte wellige Hügelland Ostfinnlands (Vaara-Suomi) erstreckt sich von Nordkarelien über Kainuu bis in die östlichen Teile Nordösterbottens. Anhöhen, die die Waldgrenze überschreiten, bezeichnet man als Fjells. Dieser Landschaftstyp ist typisch für den finnischen Teil Lapplands. Die höchste Erhebung von Pudasjärvi ist der Iso-Syöte mit einer Höhe von 432 m ü. NN. Der Iso-Syöte („Groß-Syöte“) ist der höchste Gipfel des Syöte-Höhenzuges. Seine höchste Stelle liegt knapp über der Baumgrenze, daher ist er der südlichste Fjell Finnlands.
Die Wälder von Pudasjärvi bestehen überwiegend aus Kiefern. Im hügeligen Osten sind Fichtenwälder vorherrschend. In der Natur von Pudasjärvi leben zahlreiche wilde Tiere. Elche sind wie in ganz Finnland verbreitet, daneben kann man halbdomestizierte, freilaufende Rentiere antreffen. Die Wälder beheimaten mit Bären, Vielfraßen, Wölfen und Luchsen mehrere Raubtierarten. Außerdem lebt in Pudasjärvi eine Population der seltenen Gleithörnchen.
229,1 km² des Gemeindegebiets besteht aus Wasserflächen. Der Iijoki, der drittlängste Fluss Finnlands, fließt in Ost-West-Richtung durch Pudasjärvi. Er entspringt bei Kuusamo und mündet bei Ii in den Bottnischen Meerbusen. In Pudasjärvi fließt er zunächst durch das dünn besiedelte Hügelland. Weiter flussabwärts im flachen Westen der Stadt wird er von Auen und Dörfern am Flussufer gesäumt. Im Mittel- und Ostteil von Pudasjärvi befinden sich einige größere Seen: Puhosjärvi, Jongunjärvi, Jaurakkajärvi und der namensgebende Pudasjärvi.

## Geschichte

### Vorgeschichte
Das Gebiet von Pudasjärvi war ursprünglich von halbnomadischen Samen besiedelt. Viele Ortsnamen wie Puhos, Kollaja, Jaurakka und Iijoki stammen aus ihrer Sprache. Vor etwa 1000 Jahren begannen Finnen aus Häme zur Jagd ins Flusstal des Iijoki zu ziehen. Die samische Bevölkerung zog sich langsam in Richtung Norden zurück. Im 13. Jahrhundert wurde die Küste des Bottnischen Meerbusens permanent besiedelt. Sowohl die Küstenbevölkerung als die Einwohner Kareliens benutzen den Iijoki als Wasserweg auf ihren Handelsreisen und Kriegszügen.

### Schwedische Herrschaft

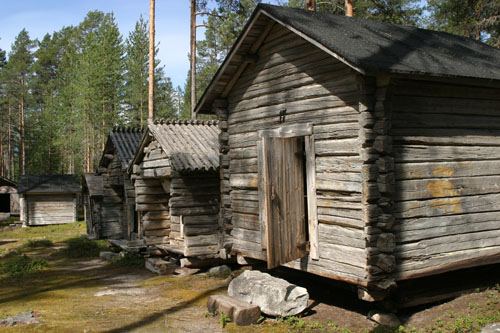
Historische Vorratshäuser im Heimatmuseum von Pudasjärvi

Die feste Besiedlung von Pudasjärvi geht auf das späte 16. Jahrhundert zurück. Um 1570 ließen sich einige zehn Familien aus Savo an den Flüssen Iijoki und Livojoki nieder. Sie betrieben Wanderfeldbau und begannen mit der Brandrodung der Wälder. Im Jahr 1639 wurde Pudasjärvi zu einer selbstständigen Kirchengemeinde. In der Zeit nach dem Großen Nordischen Krieg (1700–1721) wuchs Pudasjärvi weiter an. Die Besiedlung breitete sich an den Gewässern aus und die heutigen Dörfer wurden gegründet.

### Russische Herrschaft
1809 kam Pudasjärvi wie das gesamte Finnland unter russische Herrschaft. Im 19. Jahrhundert wurde die Region mehrmals von Hungersnöten heimgesucht. Dennoch versiebenfachte sich die Bevölkerung binnen 120 Jahren, weil die geringe Bevölkerungsdichte vor Epidemien schützte und die Geburtenrate hoch war. In der zweiten Hälfte des 19. Jahrhunderts begann der Laestadianismus, eine konservative lutherische Erweckungsbewegung, in Pudasjärvi Fuß zu fassen. Er übt in der Stadt wie in weiten Teilen Nordfinnlands immer noch großen Einfluss aus. Im Jahr 1865 wurde die Verwaltungsgliederung von den Kirchengemeinden gelöst und die Gemeinde Pudasjärvi gegründet. Die erste Volksschule wurde 1872 gegründet. Wegen der geringen Bevölkerungsdichte war man aber lange darauf angewiesen, dass die Lehrer von Dorf zu Dorf zogen. Die letzte Wanderschule wurde, wohl als letzte in Finnland, erst 1952 eingestellt.
Bis ins 20. Jahrhundert verdiente die Bevölkerung von Pudasjärvi ihren Lebensunterhalt hauptsächlich durch Jagd, Fischerei, Rentierzucht sowie Land- und Forstwirtschaft. Der Ort war ein wichtiger Produzent von Butter und Teer. Die einzigen Industriebetriebe waren Sägewerke und Mühlen. Erst nach dem Zweiten Weltkrieg entstand in Pudasjärvi Kleinindustrie. Im Sommer 1903 wurde die Telefonleitung nach Pudasjärvi fertiggestellt.

### Seit der Unabhängigkeit
Im Zweiten Weltkrieg fielen insgesamt 417 Soldaten aus Pudasjärvi. Die ersten Kampfhandlungen zwischen finnischen und deutschen Truppen im Lapplandkrieg fanden am 28. September 1944 auf dem Gebiet von Pudasjärvi an der Kreuzung der Straßen nach Oulu und Hetekylä statt. Eine weitere Schlacht des Lapplandkrieges fand in Aittojärvi statt. Nach dem Krieg begann Ende der 1940er Jahre die Elektrifizierung von Pudasjärvi. Bis in die 1960er Jahre hinein beschäftigte der Straßen- und Brückenbau viele Einwohner des Ortes. Im selben Jahrzehnt begann aber der bis heute andauernde starke Wegzug, weil die Land- und Forstwirtschaft vor Ort nicht genug Arbeitsplätze für die geburtenstarken Jahrgänge bieten konnte. Im Jahr 1980 wurde der Berg Iso-Syöte zum Skisportzentrum ausgebaut, wodurch der Tourismus für Pudasjärvi eine größere Rolle zu spielen begann. Seit dem Jahr 2004 hat Pudasjärvi den Status einer Stadt.

## Bevölkerung
Die Einwohnerzahl von Pudasjärvi betrug am 30. Juni 2006 9367. Davon waren 4459 (47,6 %) Frauen und 4908 (52,4 %) Männer. Fast die Hälfte der Bevölkerung lebt im Gemeindezentrum Kurenala.

### Altersstruktur
In der Altersstruktur von Pudasjärvi zeigt sich der große Anteil der älteren Bewohner. Die 20- bis 39-Jährigen machen relativ gesehen die kleinste Gruppe aus.
| Alter | Anzahl |
| ----- | ------ |
| 0–14  | 1.833  |
| 15–19 | 740    |
| 20–29 | 814    |
| 30–39 | 894    |
| 40–49 | 1.442  |
| 50–64 | 1.998  |
| 65–   | 1.839  |

### Einwohnerentwicklung
Pudasjärvi ist schon seit langem eine Gemeinde mit deutlichem Bevölkerungsdefizit. In den Sechzigerjahren des 20. Jahrhunderts erreichte die Einwohnerzahl mit etwa 16.000 ihren Höhepunkt, seitdem ist sie konstant gefallen. Die Einwohnerzahl sinkt jährlich um über 100. Hauptsächlich jüngere Menschen ziehen auf der Suche nach Studien- und Arbeitsplätzen aus Pudasjärvi weg. Die Abwanderung konzentriert sich dabei vor allem auf Oulu, das Zentrum der Region. Der Zuzug nach Pudasjärvi beruht hauptsächlich auf der Rückwanderung von Rentnern zurück an ihren Heimatort.
Entwicklung der Einwohnerzahl:
| Jahr | Einwohnerzahl |
| ---- | ------------- |
| 1951 | 13.684        |
| 1960 | 15.530        |
| 1970 | 13.985        |
| 1980 | 11.493        |
| 2000 | 10.231        |
| 2002 | 9.907         |
| 2003 | 9.794         |
| 2004 | 9.674         |
| 2005 | 9.561         |
| 2006 | 9.380         |

## Politik

### Verwaltung

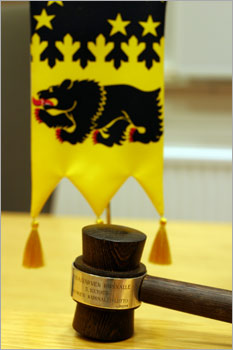
Wimpel von Pudasjärvi und Hammer des Vorsitzenden

Der Stadtrat von Pudasjärvi, die höchste Entscheidungsinstanz in lokalen Angelegenheiten, hat 35 Mitglieder. Wie in ländlichen Gegenden Finnlands üblich, hat die Finnische Zentrumspartei die größte Anhängerschaft. Bei der Kommunalwahl 2008 erhielt sie über die Hälfte der Stimmen und verfügt somit mit 20 Sitzen im Stadtrat über eine komfortable absolute Mehrheit. Die beiden anderen großen Parteien des Landes, die Sozialdemokraten und die Nationale Sammlungspartei spielen dagegen mit einstelligen Wahlergebnissen und drei bzw. zwei Sitzen im Stadtrat in Pudasjärvi keine nennenswerte Rolle. Zweitstärkste Kraft ist das Linksbündnis, das mit 14,2 % der Stimmen und fünf Abgeordneten im Stadtrat wie allgemein in Nordfinnland recht stark vertreten ist. Die rechtspopulistischen „Wahren Finnen“ erreichten bei der letzten Kommunalwahl aus dem Stand ein Wahlergebnis von 8,8 % und stellen drei Abgeordnete im Stadtrat. Ferner ist im Stadtrat die lokale Wahlliste „Für Pudasjärvi“ (Pudasjärven Puolesta) vertreten, die 1999 durch eine Abspaltung von der Zentrumspartei entstand. Mit einem Wahlergebnis von 6,1 % und zwei Sitzen im Stadtrat konnte sie bei der Kommunalwahl von 2008 aber nicht an vergangene Erfolge anknüpfen.
| Partei                    | Wahlergebnis | Sitze |
| ------------------------- | ------------ | ----- |
| Finnische Zentrumspartei  | 54,4 %       | 20    |
| Linksbündnis              | 14,2 %       | 5     |
| Wahre Finnen              | 8,8 %        | 3     |
| Sozialdemokraten          | 8,5 %        | 3     |
| Nationale Sammlungspartei | 8,0 %        | 2     |
| Für Pudasjärvi            | 6,1 %        | 2     |

Das ausführende Organ ist die Stadtverwaltung, die in erster Linie aus Mitgliedern des Stadtrats besteht. Die Stadtverwaltung von Pudasjärvi hat elf Mitglieder und sein Vorsitzender ist Matti Holmström.

### Wappen
Das Wappen von Pudasjärvi ist durch Tannenschnitt in schwarz und gold geteilt. Unten in Gold ein laufender schwarzer, rotbewehrter Bär  und darüber in Schwarz das goldene Sternbild des Großen Wagens. Es geht auf die Flagge einer Freiwilligenkompanie aus dem Krieg des schwedischen Königs Gustav III. gegen Russland (1788–1790) zurück.

### Städtepartnerschaften
Pudasjärvi unterhält Städtepartnerschaften mit Vindeln (Schweden, seit 1943), Kronstadt (Russland, seit 1991) und Louchi (Republik Karelien, Russland, seit 1996).

## Kultur

### Museen und Denkmäler

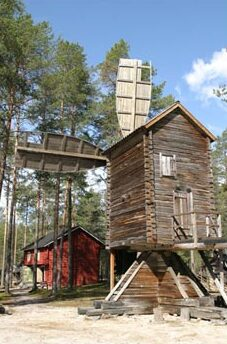
Windmühle im Heimatmuseum Pudasjärvi

Das Heimatmuseum Pudasjärvi zeigt das Leben der Bevölkerung des Ortes in vergangenen Jahrhunderten. Es ist eines der größten Freilichtmuseen Nordfinnlands. Auf einer Fläche von drei Hektar sind in fast 20 historischen Gebäuden über 8000 Gegenstände ausgestellt.
Im Dorf Kipinä erinnert ein Denkmal an den Lapplandkrieg von 1944 bis 1945. Es befindet sich an der Kreuzung der Nationalstraße 20 und der Straße nach Hetekylä an der Stelle, wo 28. September 1944 die ersten Kampfhandlungen zwischen finnischen und deutschen Truppen stattfanden. In Aittojärvi erinnert ein weiteres Denkmal an eine zweite in Pudasjärvi geführte Schlacht des Lapplandkrieges.

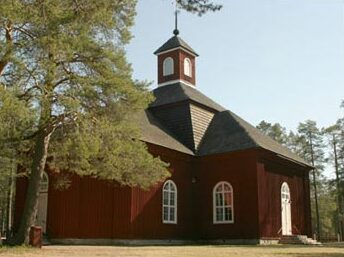
Die Holzkirche von Pudasjärvi

### Kirche
Die hölzerne Kreuzkirche von Pudasjärvi stammt aus dem Jahr 1781. Sie liegt abseits des Zentrums am Ufer des Pudasjärvi-Sees. Das Gebäude bietet Platz für rund 700 Gläubige. Im Innenraum befinden sich Gemälde aus dem 18. Jahrhundert. Der dreistöckige, sich nach oben hin verjüngende Glockenturm ist vom Kirchengebäude getrennt und entstand bereits 1761.

### Kulturveranstaltungen
Die wichtigste Musikveranstaltung von Pudasjärvi ist das allsommerliche Pudasjärvi Open Air Festival, bei dem neben lokalen Bands auch bekanntere finnische Musikgruppen auftreten. 2005 spielte Uniklubi, 2006 Kwan auf dem Festival. Die Stadt Pudasjärvi veranstaltet in der Bibliothek von Pudasjärvi regelmäßig Ausstellungen mit Werken von lokalen wie auswärtigen Künstlern.

### Sport

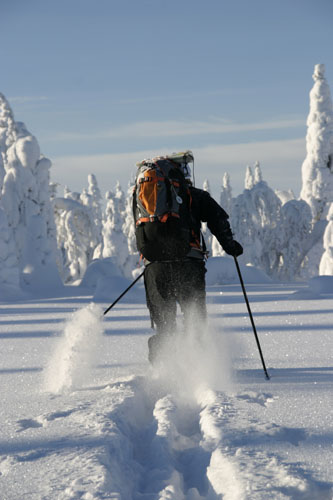
Tiefschnee-Skilangläufer

Die Stadt Pudasjärvi unterhält das 1983 fertiggestellte Sportzentrum, unter dessen Dach eine Sporthalle, zwei Fitnesszentren, eine Laufbahn und ein Schwimmbad untergebracht sind. In Suojalinna befindet sich ein Sportplatz und drei Tennisplätze. Fünf Schulen in Pudasjärvi sind mit Eishockeyfeldern ausgestattet, auch die Sporthallen der Schulen können von den Bürgern genutzt werden. Im Winter werden öffentliche Skilanglauf-Loipen eingerichtet. Daneben gibt es in Pudasjärvi zwei kleinere Skisprungschanzen mit K-Punkten von 19 und 35 Metern.
Der Sportbetrieb in Pudasjärvi wird vom Verein Pudasjärven Urheilijat ry aktiv vorangetrieben. Der Verein richtet in Zusammenarbeit mit der Stadtverwaltung neben dem Leichtathletik-Turnier Pohjantähti Games auch zwei eher exotische Sportveranstaltungen aus: die Weltmeisterschaften im Tiefschnee-Skilanglauf und im Sommer-Eisangeln.
Im Tiefschnee-Skilanglauf wird bei der Einzeldisziplin eine acht Kilometer lange markierte Strecke in unpräpariertem Terrain gelaufen. Daneben gibt es einen Team-Ski-Orientierungslaufwettbewerb. Dabei laufen Mannschaften von 3–5 Teilnehmern vorgegebene Kontrollpunkte in der unwegsamen Wildnis ab und legen insgesamt eine Strecke von 25–50 km zurück. Für Schneeschuh-Läufer gibt es eine spezielle Wertung. Die Weltmeisterschaft im Tiefschnee-Skilanglauf wird seit 1998 alljährlich im Februar im Gebiet von Syöte veranstaltet. Der Teilnehmerrekord liegt bei 448 Teilnehmern im Jahr 2001.
Beim Sommer-Eisangeln wird das Eisloch durch ein fest verankertes Floß aus Schaumpolystyrol und Holz mit einem Loch in der Mitte ersetzt. Die Weltmeisterschaft im Sommer-Eisangeln wird seit 2004 jeden Sommer auf dem Pudasjärvi-See veranstaltet.

## Wirtschaft und Infrastruktur

### Wirtschaft

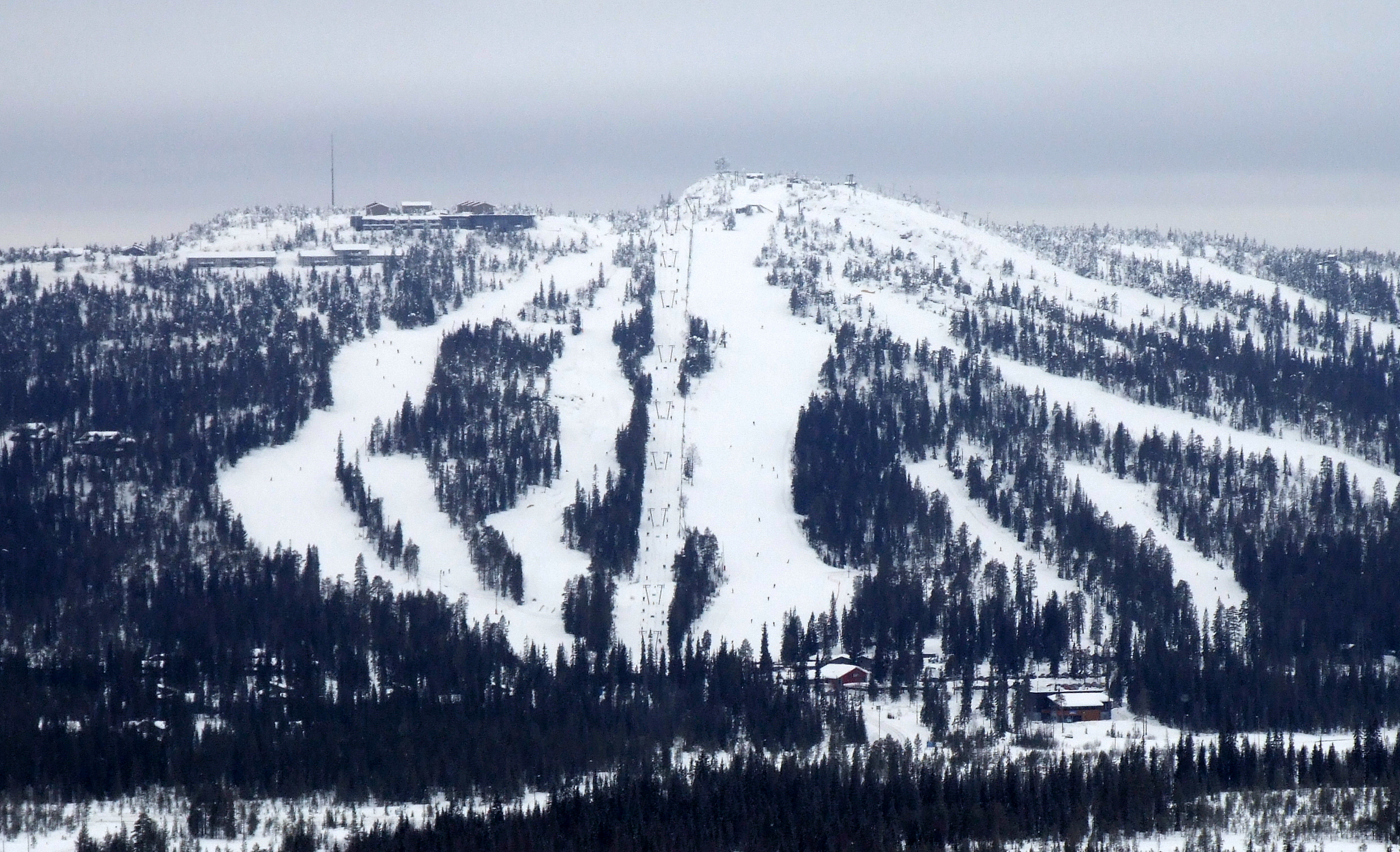
Skipisten auf dem Iso-Syöte

Die wichtigsten Wirtschaftszweige in Pudasjärvi sind Landwirtschaft, Holzverarbeitung und Tourismus. Die größten Industriebetriebe in Pudasjärvi sind Kontiotuote Oy, ein Produzent von Blockhäusern mit 269 Mitarbeitern, und Profin Oy, ein Hersteller von Türen und Fenstern. Die Arbeitslosigkeit ist mit 19,9 % (Januar 2006) hoch.
Im Gebiet von Syöte befinden sich mit Iso-Syöte und Syötekeskus zwei Skisportzentren. Zu dem Skisportzentrum auf dem 432 Meter hohen Berg Iso-Syöte gehören 15 Pisten. Die Skisaison dauert von Ende Oktober bis Anfang Mai. Iso-Syöte hat sich zu einem beliebten Reiseziel von Familien entwickelt und vor allem die Anzahl der ausländischen Besucher ist im Anstieg. Das Skisportzentrum Syötekeskus bietet auf einem 370 Meter hohen Berg zehn Pisten speziell für Kinder und Jugendliche. Die Hotels und Restaurants der Skisportzentren sind ein wichtiger Wirtschaftsfaktor in Pudasjärvi.

### Verkehr
Durch Pudasjärvi verlaufen die Staatsstraße 20 zwischen Oulu und Kuusamo sowie die Hauptstraße 78 von Kajaani nach Rovaniemi. Die 87 km lange Strecke zur nächstgelegenen Großstadt Oulu kann in etwa einer Stunde zurückgelegt werden. An das Eisenbahnnetz ist Pudasjärvi nicht angeschlossen, die nächsten Bahnhöfe befinden sich in Oulu und Taivalkoski. Der Flugplatz von Pudasjärvi entstand während des Zweiten Weltkriegs. Nach dem Krieg wurde er zunächst von Hobbyfliegern privat benutzt, bis er zwischen 1988 und 1990 zu einem öffentlichen Flugplatz ausgebaut wurde. Er wird von der finnischen Luftwaffe für Übungsflüge und von Segelfliegern benutzt; Passagierverkehr gibt es nicht. Jährlich werden 7.000–10.000 Starts und Landungen durchgeführt. Die nächsten Verkehrsflughäfen befinden sich in Oulu und Kuusamo.

### Bildung
In Pudasjärvi gibt es zwölf Grundschulen. Zwei davon befinden sich im Gemeindezentrum Kurenala, die anderen in den verstreuten Dörfern der Gemeinde. Daneben befinden sich in Pudasjärvi eine gymnasiale Oberstufe und eine Berufsfachschule. Letztere bietet als Ausbildungsfächer Landwirtschaft, Tourismus und Forstwirtschaft an. Für die Erwachsenenbildung ist eine Volkshochschule zuständig.
Die Hauptstelle der Bibliothek von Pudasjärvi verfügt über mehr als 80.000 Bücher. Die abgelegenen Gebiete von Pudasjärvi und Teile der Nachbargemeinde Ylikiiminki werden durch eine Fahrbibliothek versorgt.